# Craspedolobium
Genre
Craspedolobium est un genre de plantes à fleurs dicotylédones de la famille des Fabaceae, sous-famille des Faboideae, originaire d'Asie de l'Est, qui comprend deux espèces acceptées.

## Liste d'espèces
Selon The Plant List (15 novembre 2018) :
- Craspedolobium schochii Harms
- Craspedolobium unijugum (Gagnep.) Z. Wei & Pedley